# Ulachan-Botuobuja
Die Ulachan-Botuobuja (russisch Улахан-Ботуобуя, auch Большая Ботуобуя (Bolschaja Botuobuja, „Große Botuobuja“)) ist ein rechter Nebenfluss des Wiljui im Westen der Republik Sacha (Jakutien) in Sibirien (Russland).
Die Ulachan-Botuobuja entspringt etwa 100 km südlich des Wiljui-Stausees. Von dort durchfließt sie das Wiljuiplateau zuerst in östlicher, dann in nordöstlicher Richtung. Schließlich wendet sie sich nach Norden und erreicht wenige Kilometer unterhalb des Wiljui-Stausees den Wiljui. Die Ulachan-Botuobuja hat eine Länge von 459 km. Sie entwässert das Gebiet südlich und südöstlich des Wiljui-Stausees. Das Einzugsgebiet umfasst 17.500 km². 30 km oberhalb der Mündung wurde ein mittlerer Jahresabfluss von 62 m³/s gemessen.